# Энтони Джошуа — Энди Руис (июнь 2019)
Энтони Джошуа против Энди Руиса-младшего (англ. Anthony Joshua vs. Andres Ruiz Jr) — профессиональный боксёрский двенадцатираундовый поединок в тяжёлом весе за титулы чемпиона мира по версиям World Boxing Association Super, International Boxing Federation, International Boxing Organisation и World Boxing Organisation, которыми обладал Энтони Джошуа. Бой состоялся 1 июня 2019 года в спортивном комплексе Madison Square Garden в Нью-Йорке, США. Для Джошуа этот поединок стал первым прошедшим за пределами Великобритании и первым поражением в профессиональной карьере.
Первоначально планировалось, что 23-й профессиональный бой Энтони Джошуа пройдет 13 апреля 2019 года в Лондоне. Однако из-за того, что трое основных претендентов на бой с Джошуа не согласились участвовать в поединке, бой был перенесён на 1 июня 2019 года, новым местом был выбран Нью-Йорк, а соперником чемпиона стал непобеждённый американец Джаррелл Миллер. В апреле Миллер провалил несколько допинг-тестов и перестал считаться соперником Джошуа. Ему была найдена замена в лице Энди Руиса-младшего.
Поединок проходил с переменным успехом. В начале третьего раунда Джошуа сумел отправить соперника в нокдаун, но в том же раунде Руис реваншировался и дважды отправил в нокдаун самого Джошуа. С четвертого по шестой раунды боксёры восстанавливали силы, не предпринимая особо активных действий в ринге. В седьмом раунде Руис ещё дважды отправил соперника на настил ринга, после чего рефери Майкл Гриффин остановил поединок. Победа техническим нокаутом в 7-м раунде была присуждена Руису.
После этого поединка был назначен матч-реванш, который состоится в конце 2019 года. По мнению ряда специалистов, этот поединок стал одним из самых больших апсетов (победой аутсайдера) в тяжёлом весе.

## Предыстория
В июле 2018 года стали известны предположительные даты и места проведения двух следующих поединков чемпиона мира по версиям WBA Super, IBF, WBO и IBO Энтони Джошуа. Первый поединок должен был состояться 22 сентября 2018 года на стадионе «Уэмбли» против россиянина Александра Поветкина (34-1, 24 KO), а второй поединок планировалось провести на том же стадионе 13 апреля 2019 года, основным претендентом на участие в этом поединке являлся американский чемпион мира в тяжёлом весе по версии WBC Деонтей Уайлдер (40-0, 39 KO).
22 сентября 2018 года состоялся поединок между Энтони Джошуа и Александром Поветкиным. Бой проходил с переменным успехом и завершился в седьмом раунде победой Джошуа техническим нокаутом.
В послематчевом интервью Энтони Джошуа выразил желание провести следующий свой поединок с тем, кого выберут его фанаты. Он устроил опрос на своей странице в Твиттере, в котором приняло участие 487 000 человек. По результатам опроса 53 % голосов набрал чемпион мира по версии WBC Деонтей Уайлдер (40-0, 39 KO), 42 % голосов — бывший чемпион по версиям WBA, IBF, WBO и IBO, а также по версии боксёрского журнала The Ring Тайсон Фьюри (27-0, 19 KO) и 5 % голосов — Диллиан Уайт (24-1, 17 KO). В середине октября промоутер Джошуа Эдди Хирн заявил, что переговоры по организации боя Джошуа — Уайлдер «сдвинулись с мёртвой точки». Однако 1 декабря 2018 года в Лос-Анджелесе состоялся поединок между двумя непобеждёнными боксерами Тайсоном Фьюри и Деонтеем Уайлдером, который завершился ничьей. После этого WBC санкционировал бой-реванш между Уайлдером и Фьюри, и предполагаемый поединок Джошуа — Уайлдер был отложен.
22 декабря 2018 года в Лондоне прошёл бой-реванш между британскими боксёрами-тяжеловесами Диллианом Уайтом и Дереком Чисорой. Поединок проходил с незначительным преимуществом Чисоры, но в 11-м раунде Уайт нокаутировал его и сразу после этого вызвал на бой Энтони Джошуа. Джошуа принял вызов на бой, однако Уайт заявил о том, что гонорар, который ему предложил  за этот поединок Джошуа (5 000 000 фунтов стерлингов), слишком мал, и отказался от боя.
После того как Уайлдер, Фьюри и Уайт отказались от поединка, планируемый бой с участием Энтони Джошуа, который должен был состояться 13 апреля 2019 года на стадионе Уэмбли, был отменён. После отмены этого поединка самым вероятным соперником Джошуа стал непобеждённый американец Джаррелл Миллер (23-0-1, 20 KO). Бой Джошуа — Миллер должен был состояться 1 июня 2019 года в спортивном комплексе Madison Square Garden в Нью-Йорке, США, об этом было официально объявлено в феврале 2019 года. Однако в середине апреля 2019 года стало известно, что Джаррелл Миллер провалил несколько контрольных допинг-тестов подряд, и ему было отказано в выдаче боксёрской лицензии, из-за чего он перестал считаться следующим соперником чемпиона. Но команда Джошуа бой не отменила, а предприняла попытку найти замену Миллеру.
Самыми вероятными претендентами на замену Миллера были кубинец Луис Ортис (31-2), который в 2018 году претендовал на титул чемпиона мира по версии WBC, и американец Энди Руис-младший (32-1), который в 2016 году претендовал на вакантный титул чемпиона мира по версии WBO. Однако Ортис на предложение провести поединок против Джошуа ответил отказом. В итоге, соперником Джошуа стал Руис-младший.

## Взвешивание
На официальной процедуре взвешивания, которая состоялась 31 мая, Джошуа весил 112,4 кг, а Энди Руис — 121,5 кг

## Прогнозы и мнения
По мнению букмекеров, фаворитом в поединке в поединке был Энтони Джошуа, в различных букмекерских конторах ставки на его победу принимались с коэффициентом от 1,01 до 1,04. Ставки на то, что Джошуа победит своего соперника судейским решением, принимались с коэффициентом от 4,5 до 4,9, а на его же досрочную победу можно было поставить с коэффициентом от 1,16 до 1,25. Руис же считался аутсайдером в поединке, ставки на его триумф принимали с коэффициентом от 10 до 16. Ставки на досрочную победу Руиса принимали с коэффициентом от 15,75 до 29, а на его победу по очкам — с коэффициентом от 17 до 38. Ничья считалась самым маловероятным исходом события, и ставки на неё принимались с коэффициентом от 30 до 34.
Многие боксёры также были уверены в досрочной победе Джошуа. Так, бывший чемпион мира в двух весовых категориях Дэвид Хэй высказал мнение, что Джошуа должен будет нокаутировать оппонента в течение первых четырёх раундов, но при этом он также отметил, что у британца могут возникнуть неприятности по ходу поединка, если тот недооценит Руиса как боксёра. Другой британский боксёр Дилиан Уайт также был уверен в победе своего соотечественника, он сказал, что Джошуа, скорее всего, одержит досрочную победу в 5-м или 6-м раундах.

Руис поистине уникальная для хэвивейта фигура. Каждый раз даёшься диву, как этому кругляшу удаётся порхать в ринге мотыльком и жалить пулемётными очередями на зависть всяким поджарым да мышцастым.
При всех своих достоинствах, Руис очень прилично уступает британцу в росте и длине рук. Антропометрия у Энди практически такая же, как у Александра Поветкина — предыдущего претендента Джошуа. И картина вырисовывается примерно та же.

Скорость мексиканца, возможно, доставит чемпиону хлопот на старте боя, но в целом будет нивелирована передней рукой Энтони, который также не станет стоять на месте. По прошествии нескольких раундов запал Руиса неминуемо пойдёт на убыль, тогда как Эй-Джей станет только добавлять, разбивая претендента ещё и силовыми. И в какой-то момент действо станет настолько односторонним, что завершится либо падением Энди, либо вмешательством рефери.— Антон Горюнов

## Ход боя
С самого начала боя Джошуа начал выбрасывать джебы (прямые удары), при этому ему не удавалось удерживать соперника на дальней дистанции, которая была наиболее удобной для него, и маневрировать в ринге. Спортивный журналист Александр Беленький отмечал, что Руис начиная с первого раунда видел все нанесённые и пропущенные удары. В начале второго раунда Энди Руис сумел сократить дистанцию и нанести акцентированный удар в подбородок оппонента. На протяжении всего оставшегося в раунде времени Руис пытался завладеть инициативой и старался отвечать ударом на удар. В том же раунде стало заметно, что Руис, несмотря на свою комплекцию, имеет преимущество в скорости, и что в его защите есть «небольшая дырка под левый боковой». В конце раунда британец попробовал пробить несколько акцентированных ударов, которые не дошли до цели.

7-й раунд. Третий нокдаун Энтони Джошуа

Во второй половине первой минуты третьего раунда Энтони Джошуа попал по сопернику левым хуком, за которым последовали удар с правой руки и двухударная комбинация — правый апперкот (удар снизу) и короткий джеб с левой руки. После этих ударов, за 2 минуты 17 секунд до окончания раунда Энди Руис оказался в первом нокдауне за всю свою профессиональную карьеру. Руис сумел подняться на счёт «пять». Сразу же после возобновления поединка Джошуа попытался добить противника и сократил дистанцию. Однако Руису удалось попасть по нему боковыми ударами с обеих рук, и за 1 минуту 46 секунд до окончания раунда Джошуа оказался в нокдауне. После того как Джошуа поднялся, он попытался клинчевать соперника для того, чтобы восстановиться. В последние 15 секунд раунда Руис неожиданно для Джошуа пошёл в атаку, и, зажав его в углу, нанёс ряд акцентированных ударов, которые привели к тому, что за 5 секунд до окончания раунда Джошуа оказался во втором нокдауне и «едва не улетел за канаты».
В четвёртом—шестом раундах оба боксёра восстанавливались: «чемпион пытался вернуть себе ноги и хладнокровие, претендент — дыхалку». К этому времени стало заметно, что Энди Руис обладает лучшим чувством дистанции, нежели Джошуа. В тех же раундах Руис продемонстрировал свой характер, он старался отвечать несколькими ударами на каждый пропущенный удар. Спортивный журналист Евгений Пилипенко отмечал, что, сгибаясь под атаками претендента, Джошуа давал ему возможность пробивать по макушке.
В седьмом раунде Джошуа попытался пробить несколько прямых ударов по корпусу Руиса. Через несколько секунд после этого Руис неожиданно для чемпиона начал атаку, которая привела к тому, что через 33 секунды после начала раунда Джошуа в третий раз оказался на настиле ринга. Однако Энтони сумел подняться и поединок был продолжен. После возобновления боя Джошуа несколько раз пробил точные удары по Руису, но особого успеха это ему не принесло. Менее чем за две минуты до окончания раунда Руис вновь провёл серию акцентированных ударов, после которой Джошуа оказался в четвёртом нокдауне за бой. Чемпион вновь поднялся и пошёл в синий угол. Рефери боя Майкл Гриффин задал Джошуа несколько вопросов, после чего остановил поединок. В итоге победа техническим нокаутом в седьмом раунде была присуждена Энди Руису.

### Статистика ударов
Ударов всего
| Боксёр        | Раунд                             | 1      | 2      | 3      | 4    | 5      | 6      | 7      | Всего      |
| ------------- | --------------------------------- | ------ | ------ | ------ | ---- | ------ | ------ | ------ | ---------- |
| Энтони Джошуа | Попаданий (из них в корпус)/всего | 8/29   | 4/30   | 12/37  | 4/20 | 5/22   | 8/26   | 6/12   | 47(15)/176 |
| Энтони Джошуа | Процент попаданий                 | 27,6 % | 13,3 % | 32,4 % | 20 % | 22,7 % | 30,8 % | 50 %   | 26,7 %     |
| Энди Руис     | Попаданий (из них в корпус)/всего | 3/28   | 5/28   | 17/48  | 4/20 | 7/27   | 12/34  | 8/21   | 56(9)/209  |
| Энди Руис     | Процент попаданий                 | 10,7 % | 17,9 % | 30,5 % | 20 % | 25,9 % | 35,3 % | 38,1 % | 27,2 %     |

Джебы
| Боксёр        | Раунд                             | 1      | 2      | 3      | 4      | 5      | 6      | 7    | Всего      |
| ------------- | --------------------------------- | ------ | ------ | ------ | ------ | ------ | ------ | ---- | ---------- |
| Энтони Джошуа | Попаданий (из них в корпус)/всего | 7/23   | 2/24   | 2/12   | 3/12   | 3/13   | 6/14   | 2/5  | 24(14)/104 |
| Энтони Джошуа | Процент попаданий                 | 30,4 % | 8,3 %  | 16,7 % | 15,4 % | 23,1 % | 40,9 % | 40 % | 21,3 %     |
| Энди Руис     | Попаданий (из них в корпус)/всего | 1/17   | 2/14   | 2/10   | 3/14   | 3/13   | 6/13   | 0/6  | 17(4)/87   |
| Энди Руис     | Процент попаданий                 | 5,9 %  | 14,3 % | 20 %   | 21,4   | 23,1 % | 46,2 % | 0 %  | 19,5 %     |

Силовые удары
| Боксёр        | Раунд                             | 1      | 2      | 3      | 4      | 5      | 6      | 7      | Всего     |
| ------------- | --------------------------------- | ------ | ------ | ------ | ------ | ------ | ------ | ------ | --------- |
| Энтони Джошуа | Попаданий (из них в корпус)/всего | 1/6    | 2/6    | 10/25  | 2/7    | 2/9    | 2/12   | 4/7    | 23(1)/72  |
| Энтони Джошуа | Процент попаданий                 | 16,7 % | 33,3 % | 40 %   | 28,6 % | 22,2 % | 16,7 % | 57,1 % | 31,9 %    |
| Энди Руис     | Попаданий (из них в корпус)/всего | 2/11   | 3/14   | 15/38  | 1/6    | 4/14   | 6/21   | 8/15   | 39(5)/119 |
| Энди Руис     | Процент попаданий                 | 18,2 % | 21,4 % | 39,5 % | 16,7 % | 28,6 % | 28,6 % | 53,3 % | 32,8 %    |

### Счёт судейских записок
| Счёт судейских записок на момент остановки поединка | Счёт судейских записок на момент остановки поединка | Счёт судейских записок на момент остановки поединка | Счёт судейских записок на момент остановки поединка | Счёт судейских записок на момент остановки поединка | Счёт судейских записок на момент остановки поединка | Счёт судейских записок на момент остановки поединка | Счёт судейских записок на момент остановки поединка | Счёт судейских записок на момент остановки поединка | Счёт судейских записок на момент остановки поединка | Счёт судейских записок на момент остановки поединка | Счёт судейских записок на момент остановки поединка | Счёт судейских записок на момент остановки поединка | Счёт судейских записок на момент остановки поединка | Счёт судейских записок на момент остановки поединка |
| Судья                                               | Боксёры                                             | Раунд                                               | Раунд                                               | Раунд                                               | Раунд                                               | Раунд                                               | Раунд                                               | Раунд                                               | Раунд                                               | Раунд                                               | Раунд                                               | Раунд                                               | Раунд                                               | Итого                                               |
| Судья                                               | Боксёры                                             | 1                                                   | 2                                                   | 3                                                   | 4                                                   | 5                                                   | 6                                                   | 7                                                   | 8                                                   | 9                                                   | 10                                                  | 11                                                  | 12                                                  | Итого                                               |
| --------------------------------------------------- | --------------------------------------------------- | --------------------------------------------------- | --------------------------------------------------- | --------------------------------------------------- | --------------------------------------------------- | --------------------------------------------------- | --------------------------------------------------- | --------------------------------------------------- | --------------------------------------------------- | --------------------------------------------------- | --------------------------------------------------- | --------------------------------------------------- | --------------------------------------------------- | --------------------------------------------------- |
| Джули Ледерман                                      | Энтони Джошуа                                       | 10                                                  | 10                                                  | 8                                                   | 9                                                   | 10                                                  | 9                                                   | Победа Руиса техническим нокаутом в 7-м раунде.     | Победа Руиса техническим нокаутом в 7-м раунде.     | Победа Руиса техническим нокаутом в 7-м раунде.     | Победа Руиса техническим нокаутом в 7-м раунде.     | Победа Руиса техническим нокаутом в 7-м раунде.     | Победа Руиса техническим нокаутом в 7-м раунде.     | 56                                                  |
| Джули Ледерман                                      | Энди Руис                                           | 9                                                   | 9                                                   | 10                                                  | 10                                                  | 9                                                   | 10                                                  | Победа Руиса техническим нокаутом в 7-м раунде.     | Победа Руиса техническим нокаутом в 7-м раунде.     | Победа Руиса техническим нокаутом в 7-м раунде.     | Победа Руиса техническим нокаутом в 7-м раунде.     | Победа Руиса техническим нокаутом в 7-м раунде.     | Победа Руиса техническим нокаутом в 7-м раунде.     | 57                                                  |
|                                                     |                                                     |                                                     |                                                     |                                                     |                                                     |                                                     |                                                     |                                                     |                                                     |                                                     |                                                     |                                                     |                                                     |                                                     |
| / Паскуале Прокопио                                 | Энтони Джошуа                                       | 10                                                  | 10                                                  | 8                                                   | 10                                                  | 10                                                  | 9                                                   | Победа Руиса техническим нокаутом в 7-м раунде.     | Победа Руиса техническим нокаутом в 7-м раунде.     | Победа Руиса техническим нокаутом в 7-м раунде.     | Победа Руиса техническим нокаутом в 7-м раунде.     | Победа Руиса техническим нокаутом в 7-м раунде.     | Победа Руиса техническим нокаутом в 7-м раунде.     | 57                                                  |
| / Паскуале Прокопио                                 | Энди Руис                                           | 9                                                   | 9                                                   | 10                                                  | 9                                                   | 9                                                   | 10                                                  | Победа Руиса техническим нокаутом в 7-м раунде.     | Победа Руиса техническим нокаутом в 7-м раунде.     | Победа Руиса техническим нокаутом в 7-м раунде.     | Победа Руиса техническим нокаутом в 7-м раунде.     | Победа Руиса техническим нокаутом в 7-м раунде.     | Победа Руиса техническим нокаутом в 7-м раунде.     | 56                                                  |
|                                                     |                                                     |                                                     |                                                     |                                                     |                                                     |                                                     |                                                     |                                                     |                                                     |                                                     |                                                     |                                                     |                                                     |                                                     |
| Майкл Александр                                     | Энтони Джошуа                                       | 10                                                  | 10                                                  | 8                                                   | 9                                                   | 10                                                  | 9                                                   | Победа Руиса техническим нокаутом в 7-м раунде.     | Победа Руиса техническим нокаутом в 7-м раунде.     | Победа Руиса техническим нокаутом в 7-м раунде.     | Победа Руиса техническим нокаутом в 7-м раунде.     | Победа Руиса техническим нокаутом в 7-м раунде.     | Победа Руиса техническим нокаутом в 7-м раунде.     | 56                                                  |
| Майкл Александр                                     | Энди Руис                                           | 9                                                   | 9                                                   | 10                                                  | 10                                                  | 9                                                   | 10                                                  | Победа Руиса техническим нокаутом в 7-м раунде.     | Победа Руиса техническим нокаутом в 7-м раунде.     | Победа Руиса техническим нокаутом в 7-м раунде.     | Победа Руиса техническим нокаутом в 7-м раунде.     | Победа Руиса техническим нокаутом в 7-м раунде.     | Победа Руиса техническим нокаутом в 7-м раунде.     | 57                                                  |

## Андеркарт
В таблице перечислены результаты всех поединков боксёров.
В каждой строке указан результат поединка. Дополнительно номер поединка обозначен цветом, который обозначает итог поединка. Расшифровка обозначений и цветов представлена в нижеследующей таблице.
| Пример | Расшифровка                     |
| ------ | ------------------------------- |
|        | Победа                          |
|        | Ничья                           |
|        | Поражение                       |
|        | Планируемый поединок            |
|        | Поединок признан несостоявшимся |
| КО     | Нокаут                          |
| ТКО    | Технический нокаут              |
| PTS    | Решение судей (по очкам)        |
| UD     | Единогласное решение судей      |
| MD     | Решение большинства судей       |
| SD     | Раздельное решение судей        |
| RTD    | Отказ от продолжения боя        |
| DQ     | Дисквалификация                 |
| NC     | Поединок признан несостоявшимся |

| Боксёр               | Итог боя    | Боксёр                         | Примечания |
| -------------------- | ----------- | ------------------------------ | --- |
| Энтони Джошуа (22-0) | TKO7 (12)   | Энди Руис-младший (32-1)       | Бой за титулы чемпиона мира в тяжёлом весе по версиям: WBA Super (4-я защита Джошуа), IBO (4-я защита Джошуа), IBF (7-я защита Джошуа), WBO (2-я защита Джошуа). Победа Энди Руиса техническим нокаутом в 7-м раунде 12-раундового поединка.  |
| Каллум Смит (25-0)   | TKO3 (12)   | Хассан Н’Дам Н’Жикам (37-3)    | Бой за титулы чемпиона мира во втором среднем весе по версиям WBA Super (1-я защита Смита) и WBC Diamond (3-я защита Смита). Победа Смита техническим нокаутом в 3-м раунде 12-раундового поединка.                                           |
| Крис Алджиери (23-3) | RTD8 (12)   | Томми Койл (25-4)              | Бой за титул интернационального чемпиона по версии WBO (1-я защита Алджиери). Победа Алджиери ввиду отказа соперника от продолжения поединка после 8-го раунда.                                                                               |
| Кэти Тейлор (13-0)   | MD10 (10×2) | Делфин Персун (43-1)           | Бой за титул чемпиона мира среди женщин в лёгком весе по версиям WBC (10-я защита Персун), WBA (7-я защита Тейлор), IBF (5-я защита Тейлор), WBO (1-я защита Тейлор). Победа Тейлор раздельным судейским решением в десятираундовом поединке. |
| Джош Келли (9-0)     | MD10 (10)   | Рэй Робинсон (24-3-1)          | Бой за титул интернационального чемпиона в полусреднем весе по версии WBA (3-я защита Келли). Ничья раздельным судейским решением в десятираундовом поединке.                                                                                 |
| Джошуа Буатси (10-0) | TKO4 (12)   | Марко Антонио Перибан (25-4-1) | Бой за титул интернационального чемпиона в полутяжёлом весе по версии WBA (3-я защита Буатси). Победа Буатси техническим нокаутом в 4-м раунде двенадцатираундового поединка.                                                                 |
| Сулейман Сиссоко     | UD8 (8)     | Владимир Эрнандес (10-3)       | Рейтинговый поединок в среднем весе. Победа Сиссоко единогласным судейским решением в восьмираундовом поединке. |
| Диего Пачеко (3-0)   | (4)         | Джаред Шовен (1-2)             | Рейтинговый поединок в среднем весе. |
| Остин Уильямс (1-0)  | TKO1 (4)    | Квадир Дженкинс (0-1)          | Рейтинговый поединок в среднем весе. Победа Уильямса техническим нокаутом в 1-м раунде четырёхраундового поединка. |

## После боя
Сразу же после боя Энтони Джошуа заявил, что хочет провести реванш с Руисом «где угодно». Через несколько дней после боя Эдди Хирн заявил о том что он решил воспользоваться прописным в контракте на бой правом о проведении незамедлительного поединка-реванша. По словам Хирна, бой Руис — Джошуа II должен состоятся в ноябре 2019 года на территории Великобритании. В ответ на это Руис заявил, что готов провести реванш в Великобритании за 50 000 000 $. Менее чем через три недели после первого боя Хирн назвал возможные даты боя реванша: 16 ноября, 23 ноября, 30 ноября, 7 декабря и 14 декабря. Вскоре промоутер уточнил, что возможным место проведения этого боя является стадион «Principality» в Кардиффе. 12 июля Руис заявил, что хочет провести реванш, либо в Мексике, либо в США. 9 августа было официально объявлено, что поединок состоится 7 декабря 2019 года в  Эд-Диръии, Саудовская Аравия.

После этого была масса слов, последовавшая в том числе и от Джошуа. Он, разумеется, говорил о матче-реванше, который как бы уже был, который он как бы уже выиграл у мексиканского Баттербина. Помните, когда-то был такой четырёхраундовый тяжеловес схожего сложения, всех побеждал, сначала не умея боксировать, а потом умея. Между прочим, под конец он действительно кое-чему научился. Джошуа был неправ. Он проиграл бой не из-за случайного удара, а совершенно по делу, став автором едва ли не самой большой сенсации со времён поражения Тайсона от Бастера Дагласа. Если кто забыл, когда это было, то в 1990 году.— Александр Беленький
После поединка стало известно, что Джошуа якобы был нокаутирован (или отправлен в нокдаун) во время одного из спаррингов перед боем. Сначала в СМИ обнародовали, что Энтони Джошуа был нокаутировал непобеждённым немцем Агитом Кабайелом (19-0). Однако Эдди Хирн опроверг эту версию, заявив, что Кабайел не мог отправить Джошуа в нокаут, потому что не принимал участие в его подготовке к поединку с Руисом. После этого заявления в СМИ начала распространяться версия о том, что Джошуа был отправлен в нокдаун американцем Джоуи Давейко (19-7-4). Однако Хирн опроверг и это, заявив, что общался с Джошуа и его тренерами, и те заявили, что во время спаррингов Джошуа не был отправлен в нокдаун. Сам Даейко на вопрос: отправлял ли он в нокдаун Энтони Джошуа, ответил, что не собирается обсуждать свои спарринги с другими боксёрами.

### Значение
Победив Энтони Джошуа, Энди Руис стал первым чемпионом мира в тяжёлом весе мексиканского происхождения. До того единственным мексиканцем, претендовавшим на чемпионский титул в этом дивизионе, был Крис Арреола, который в 2009, 2014 и 2016 годах пытался завоевать титул WBC.
Поединок Энтони Джошуа — Энди Руис был признан одним из самых больших апсетов (поединков, в которых победу одержал аутсайдер) в тяжёлом весе. Некоторые специалисты сравнивали его с боями — Мохаммед Али — Леон Спинкс (1978), Ларри Холмс — Майкл Спинкс (1985), Майк Тайсон — Джеймс Дуглас (1990), Леннокс Льюис — Хасим Рахман (2001) и Владимир Кличко — Корри Сандерс (2003).

## Комментарии
1. ↑  В боксёрском ринге есть четыре угла: два белых (нейтральные), синий и красный (углы с которых боксёры и их команды находятся в перерывах между раундами). В этом поединке красный угол занимала команда Руиса, а синий — команда Джошуа.
2. ↑  Полноценными чемпионами мира считаются боксёры, которые владеют титулам чемпиона мира по одной из следующих версий — WBA, WBC и IBF и WBO. В бою 
с Джошуа, Руис сумел завоевать сразу три из четырёх основных поясов (WBA, IBF и WBO) и один второстепенный (IBO)